# Katja Reichert

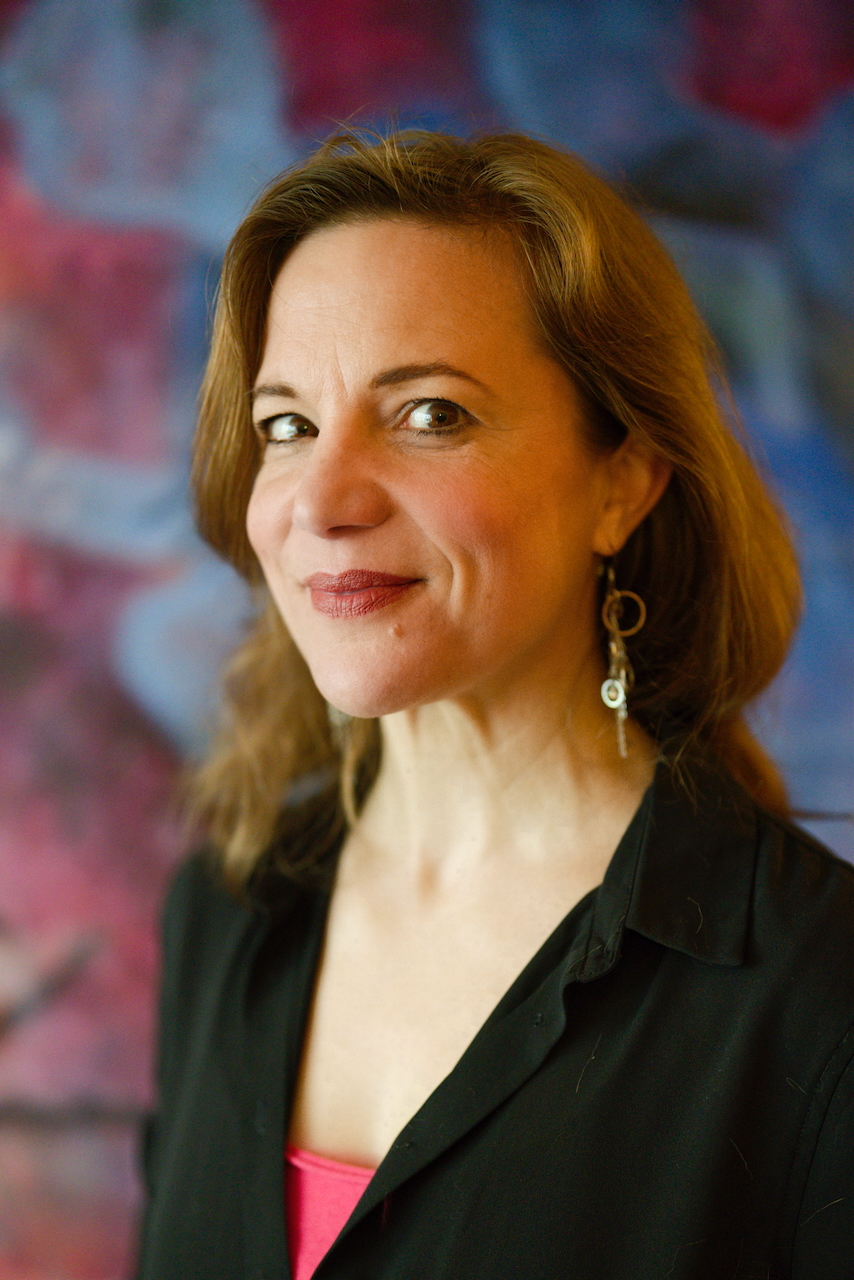
Katja Reichert im Atelier, 2025

Katja Reichert (* 7. Januar 1971 in Zürich) ist eine Schweizer Sängerin, Schauspielerin. Sie war in Hauptrollen an  Opern- und Musicalhäusern im deutschsprachigen Raum zu sehen und ist seit 2020 zudem als bildende Künstlerin aktiv.

## Leben
Reichert wurde in Zürich in eine künstlerisch geprägte Familie hineingeboren. Bereits als Kind spielte sie im Kinder- und Jugendtheater Metzenthin in Zürich Theater und Zirkus. Ihr Großvater baute ein eigenes Marionettentheater mit handgefertigten Figuren und Bühnenbildern; diese Arbeiten sind heute im Marionettenmuseum in Fribourg zu sehen.
Sie absolvierte das Gymnasium Hohe Promenade in Zürich und studierte anschliessend an der Studio HC, Freie Akademie für Musik, Tanz und bildende Kunst in Bern mit den Schwerpunkten Musik, Tanz und Bühnenbild. Von 1993 bis 1996 besuchte sie die American Musical and Dramatic Academy (AMDA) in New York und schloss mit einem Diplom in Gesang und Schauspiel ab. Ergänzend belegte sie Kurse an der School for Film and Television, der Shakespeare Academy, am Alvin Ailey American Dance Center und an Steps in New York.  
In den 2010er Jahren erweiterte sie ihre Ausbildung im Bereich Yoga sowie am Complete Vocal Institute in Kopenhagen, wo sie 2018 das Diplom als autorisierte CVT-Lehrerin erwarb.
Reichert ist verheiratet und lebt in Wien und Schottwien (Niederösterreich).

## Karriere
Nach ersten Engagements in New York mit Off-Broadway-Lesungen, Film- und Fernsehprojekten sowie als Mitglied des experimentellen Performance-Kollektivs GAle GAtes et al. in New York (1995–2003). mit Auftritten u. a. beim Downtown Arts Festival.
Danach begann Reichert ihre Karriere im deutschsprachigen Raum.  
Sie war in Hauptrollen an Häusern wie der Komischen Oper Berlin, der Volksoper Wien, dem Gärtnerplatztheater München, der Oper Graz, dem Theater Kiel, dem Saarländischen Staatstheater, dem Raimundtheater, der Bühne Baden und den Bregenzer Festspielen zu sehen.  
Zu ihren herausragenden Rollen zählen u. a. die Maria in West Side Story an der Oper Graz (2008/09),
die Valencienne in Die lustige Witwe am Stadttheater Baden (2009),
die Titelrolle in der deutschsprachigen Erstaufführung von Marguerite am Saarländischen Staatstheater (2019/20),
sowie die Eliza Doolittle in My Fair Lady am Theater Kiel (2020/21).
Weitere Partien waren u. a. Norma Desmond in Sunset Boulevard (Theater Kiel),
Maria in West Side Story (Stadttheater Bern, Staatstheater Mainz, Deutsche Oper am Rhein, Oper Graz, Bregenzer Festspiele, Stadttheater Klagenfurt, Komische Oper Berlin sowie in der US-Tourproduktion),
Glinda in Der Zauberer von Oz (Theater Kiel),
Irene Molloy in Hello, Dolly! (Volksoper Wien),
Josepha Hofer in der Uraufführung von Schikaneder (Raimundtheater)
sowie Riquette in Viktoria und ihr Husar (Staatstheater am Gärtnerplatz, München).

Sie arbeitete dabei mit Regisseuren wie Francesca Zambello, Josef E. Köpplinger und Trevor Nunn sowie mit Dirigenten wie Wayne Marshall, Dirk Kaftan und John Owen Edwards zusammen.  

## Publikationen und Aufnahmen
- CD-Einspielungen, u. a. Schikaneder (Welturaufführung, Raimund Theater) und Die Zauberflöte (St. Margarethen).
- Mitwirkung in der Fernsehdokumentation Making of West Side Story (Bregenzer Festspiele, ORF).